# Goran Trobok
Goran Trobok (cyr.: Горан Тробок, ur. 6 września 1974 w Sarajewie) – serbski piłkarz występujący na pozycji pomocnika. Reprezentant Jugosławii.

## Kariera klubowa
Trobok karierę rozpoczynał w FK Sarajewo. Następnie grał w OFK Petrovac, a w 1992 roku został graczem pierwszoligowej Budućnosti Podgorica. Jej barwy reprezentował przez 5 sezonów, a potem odszedł do innego pierwszoligowca, Partizana. Z zespołem tym zdobył dwa mistrzostwa Jugosławii (1999, 2002), mistrzostwo Serbii i Czarnogóry (2003) oraz dwa Puchary Jugosławii (1998, 2001).
W 2003 roku Trobok przeszedł do rosyjskiego Spartaka Moskwa i w sezonie 2003 wywalczył z nim Puchar Rosji. Graczem Spartaka był do końca sezonu 2004. Następnie występował w chińskim Shanghai Shenhua, z którym w sezonie 2005 wywalczył wicemistrzostwo Chin.
W 2006 roku Trobok odszedł do rosyjskiego Szynnika Jarosław. Grał też w Budućnosti Podgorica, a także w FK Smederevo, gdzie w 2007 roku zakończył karierę.

## Kariera reprezentacyjna
W reprezentacji Jugosławii Trobok zadebiutował 13 grudnia 2000 w zremisowanym 1:1 towarzyskim meczu z Grecją. W latach 2000–2002 w drużynie Jugosławii rozegrał 4 spotkania. Od 2002 do 2004 wystąpił też w 5 meczach reprezentacji Serbii i Czarnogóry.